# Бухлов
Бухлов (чеш. Hrad Buchlov) — королевский замок, стоящий на одном из самых высоких холмов Хршибов на высоте 510 метров у деревни Бухловице в южной Моравии (Злинский край Чешской республики).
Бухловский замок был основан в начале XIII века, как королевский замок, который сторожил перевал в Хршибах от венгерского нападения. Первоначально он начал строиться в романском стиле. О возникновении замка не существует вообще никаких документов, что несколько необычно для чешских королевских замков. До XVI века король «одалживал» замок различным дворянским родам, которые служили ему. Каждый владелец постепенно расширял замок. В 1280-х появилась замковая капелла, которая являлась копией парижской Сент-Шапель, паны из Цимбурка построили в XV веке великолепный позднеготический рыцарский зал. В это же время Бухлов становится одним из оплотов борьбы с гуситами. 
В 1518 году замок наконец переходит в частное владение, владельцами становятся влиятельные Жеротины. Последними владельцами стали меценаты и любители искусства Берхтольды в 1800 году, которые владели замком до 1945 года. Ныне замок принадлежит государству.

## Галерея

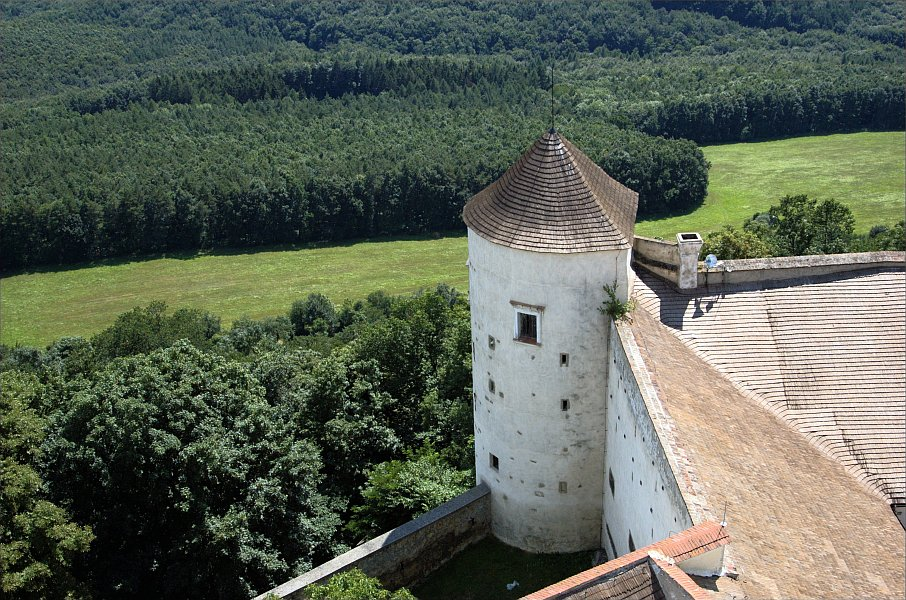
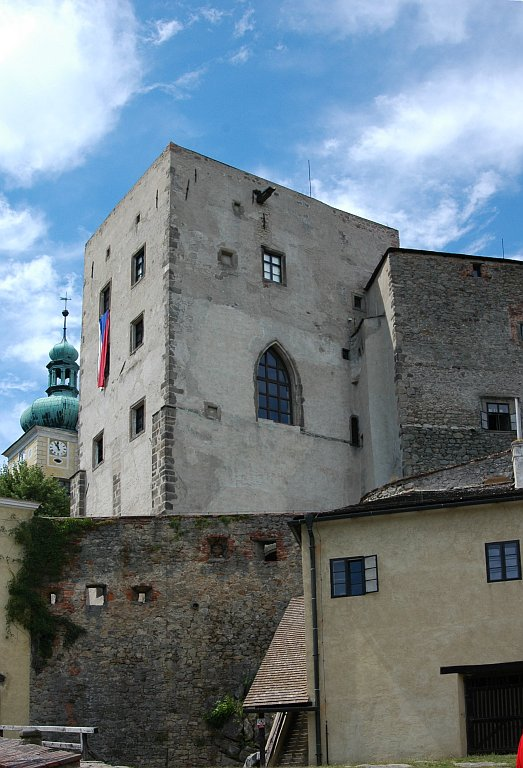
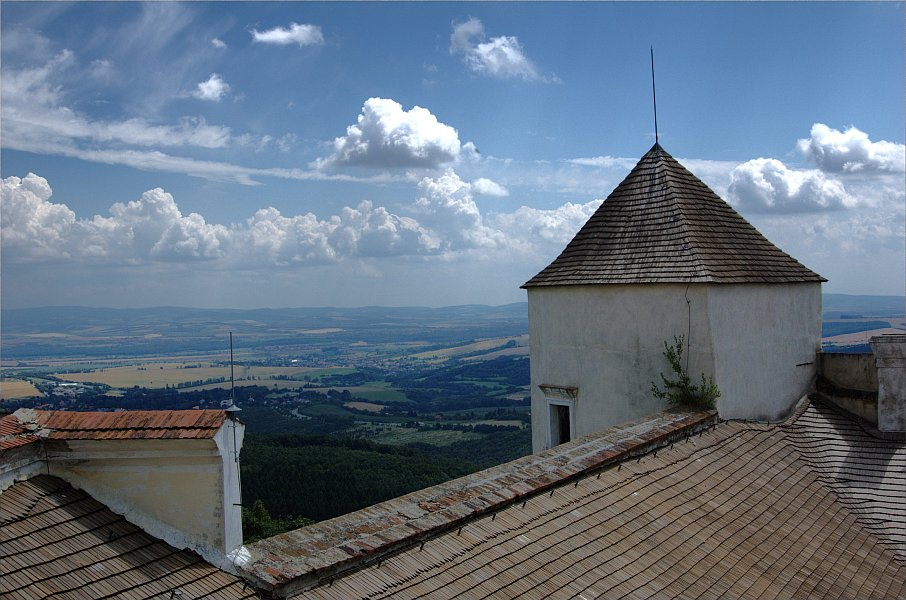
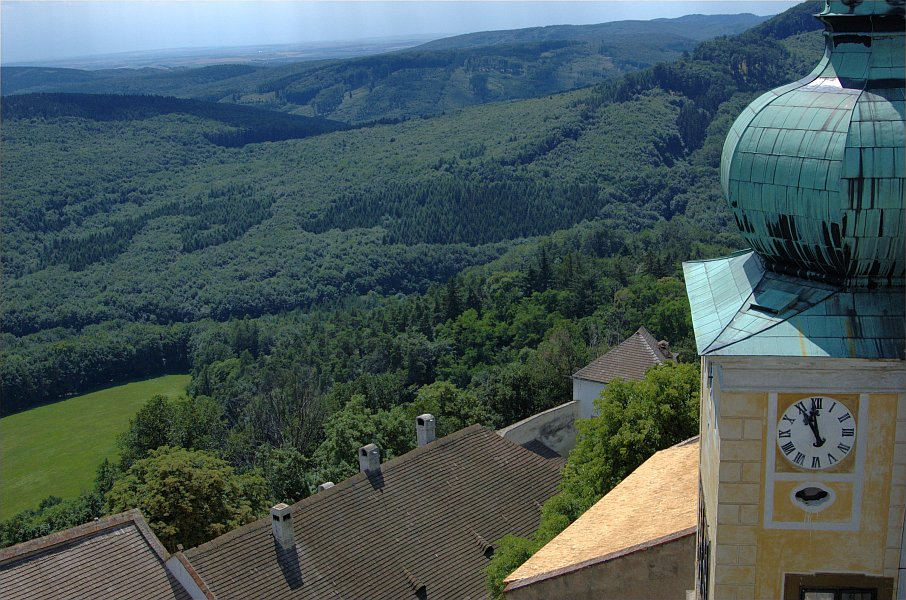